# Eucalyptolyma distincta
Eucalyptolyma distincta är en insektsart som beskrevs av Taylor 1987. Eucalyptolyma distincta ingår i släktet Eucalyptolyma och familjen rundbladloppor. Inga underarter finns listade i Catalogue of Life.